# Académica (Mindelo)
Académcia is een Kaapverdische voetbalclub uit Mindelo, gelegen op het eiland São Vicente. In 1953 werd de club de allereerste Kaapverdische kampioen, alhoewel het land toen nog een deel was van het Portugese Rijk. In 1967 werd een tweede titel behaald. Na de onafhankelijkheid kon de club nog één keer zegevieren in 1989.
Samen met CS Mindelense, FC Derby, GD Amarantes en Castilho deelt de club een stadion.

## Erelijst
Landskampioen
1953, 1967 (voor onafhankelijkheid), 1989
Voetbalkampioenschap van São Vicente
1986/87, 1997/98, 2003/04, 2006/07
São Vicente Opening Tournament
2001/02, 2006/07

## Bekende spelers
- Toy Adão
- Romy (Ramos da Graca)
- Sténio dos Santos